# جورجو شرباننکو
جورجو شرباننکو (ایتالیایی: Giorgio Scerbanenco؛ ‏ تلفظ ایتالیایی: [ˈdʒordʒo ʃʃerbaˈnɛŋko]؛ ‏ ۲۸ ژوئن ۱۹۱۱ – ۲۷ اکتبر ۱۹۶۹) با نام اصلی ولادیمیر شرباننکو (اوکراینی: Володимир Щербаненко) نویسنده، فیلم‌نامه‌نویس و روزنامه‌نگار اوکراینی‌الاصل اهل ایتالیا بود.
از فیلم‌هایی که وی در آن‌ها نقش داشته‌است، می‌توان به کالیبر ۹ و تجاوز اشاره نمود.